# چارلز تالیافرو
چارلز تالیافرو (به انگلیسی: Charles Taliaferro) فیلسوف آمریکایی و استاد فلسفه کالج سنت اولاف مینه‌سوتای آمریکا است. پژوهش‌های او عمدتاً در حوزه فلسفه دین و الهیات است.

## آثار
- Image in Mind: Theism, Naturalism, and the Imagination (Continuum Studies In Philosophy Of Religion)
- Contemporary Philosophy of Religion: An Introduction (Contemporary Philosophy)
- Dialogues about God (New Dialogues in Philosophy)
- Evidence and Faith: Philosophy and Religion since the Seventeenth Century (The Evolution of Modern Philosophy)
- Consciousness and the Mind of God
- Love, Love, Love: And Other Essays
- Dictionary of Philosophy of Religion (Continuum)
- A Brief History of the Soul

## آثار ترجمه شده به فارسی
- فلسفه دین در قرن بیستم، چارلز تالیافرو، انشاءالله رحمتی، جعفر صدری، تهران: دفتر پژوهش و نشر سهروردی، ۱۳۸۲
- صفات خدا (مقالاتی از «راهنمای فلسفه دین»)، فیلیپ کویین، چارلز تالیافرو، رضا بخشایش، علی شیروانی، تهران: پژوهشگاه حوزه و دانشگاه، ۱۳۸۷
- زمینه‌های بحث فلسفی در ادیان جهان، فیلیپ کویین، چارلز تالیافرو، گروه مترجمان، تهران: مرکز مطالعات و تحقیقات ادیان و مذاهب، ۱۳۸۵